# بيدة (سميرم)
بي بي سيدان هي قرية في مقاطعة سميرم، إيران. عدد سكان هذه القرية هو 1,245 في سنة 2006.